# Sylwia (imię)
Sylwia (łac. Silvia) – żeński odpowiednik imienia Sylwiusz (nie: Sylwester), imię pochodzenia łacińskiego, oznaczające „leśna, dzika, żyjąca w lesie”. Były dwie święte o tym imieniu.
W styczniu 2025 r. w rejestrze PESEL wykazano 182204 kobiet o imieniu Sylwia nadanym jako imię pierwsze.
Sylwia imieniny obchodzi 11 marca, 9 lipca, 3 listopada i 15 grudnia.

## Kobiety o imieniu Sylwia

### Święte
- Święta Sylwia – matka św. Grzegorza, 3 listopada, 12 marca[4],
- Święta Sylwia – egipska pustelnica[5],
- Święta Sylwia – dziewica z Teb, 10 marca[6]

### Władczynie
- Rea Sylwia – matka legendarnych założycieli Rzymu: Remusa i Romulusa
- Sylwia Sommerlath – królowa Szwecji

### Inne osoby
- Sylvia Bonitz – niemiecka polityk
- Silvia Cartwright – nowozelandzka działaczka państwowa
- Sylwia Czwojdzińska – polska pięcioboistka
- Silvy de Bie – belgijska wokalistka zespołu Sylver
- Silvia Farina Elia – włoska tenisistka
- Sylwia Gliwa – polska aktorka
- Sylwia Gruchała – polska florecistka
- Sylwia Grzeszczak – polska piosenkarka
- Sylvia Hanika – niemiecka tenisistka
- Sylwia Juszczak-Krawczyk – polska aktorka
- Sylvia-Yvonne Kaufmann – niemiecka polityk
- Sylwia Korzeniowska – polska chodziarka
- Sylvia Kristel – holenderska modelka
- Sylvia Lance Harper – australijska tenisistka
- Sylwia Lipka – polska piosenkarka
- Sylvia Heschel – amerykańska pianistka
- Silvía Night – islandzka piosenkarka
- Sylwia Nowak – polska łyżwiarka figurowa
- Sylwia Pusz – polska posłanka
- Sylvia Plath – amerykańska poetka, pisarka i eseistka
- Sylwia Przybysz – polska piosenkarka
- Sylwia Pycia – polska siatkarka
- Sylwia Spurek – polska prawniczka
- Sylvie Vartan – francuska piosenkarka
- Sylwia Wiśniewska – polska piosenkarka
- Sylwia Wysocka – polska aktorka